# Somaly Mam
Somaly Mam (Bou Sra, Mondulkiri tartomány, Kambodzsa, 1970 vagy 1971) kambodzsai emberi jogi harcos. Korábban rabszolgaként prostitúcióra kényszerítették. Szabadulása után Franciaországban élt, majd visszatért Kambodzsába a hasonló sorsú fiatal lányokon segíteni. 2009 nyaráig mintegy nyolcezer lány szabadulásában segített az általa létrehozott alapítvány (AFESIP (Agir pour les Femmes en Situation Précaire) NGO) segítségével Sziemreapban. Több emberi jogi díj kitüntetettje. Főbb nemzetközi elismerései:
- CNN Hero
- Glamour: Az év nője 2006
- Roland Berger Emberi Méltóság Díja 2008
- TIME Magazin: a 100 legbefolyásosabb ember egyike 2009

## Könyvei
- Le silence de l'innocence - Somaly Mam - Editions Anne Carrière (September 21, 2005) - ISBN 2-84337-336-0 (franciául, fordítása: Az elvesztett ártatlanság útja)